# Camponotus cillae
Camponotus cillae é uma espécie de inseto do gênero Camponotus, pertencente à família Formicidae.